# Appellationsgericht Freising
Das Appellationsgericht Freising war ein von 1839 bis 1862 im Königreich Bayern bestehendes Appellationsgericht mit Sitz in Freising. Nachfolger wurde das Appellationsgericht München, das 1879 in das Oberlandesgericht München umgewandelt wurde.

## Geschichte
Vorläufer war das 1803 in Pfalz-Bayern als Berufungsgericht für das Herzogtum Oberbayern (Rentamt München) eingerichtete Hofgericht München. Durch das Organische Edikt über die Gerichtsverfassung vom 24. Juli 1808, Teil III wurde es in ein königlich baierisches Appellationsgericht für den Isarkreis mit Sitz in München umgewandelt. Die Appellationsgerichte urteilten in Senaten mit jeweils fünf Mitgliedern. 1826 wurde das Appellationsgericht München aufgelöst und als Appellationsgericht Landshut in das damals zum Isarkreis gehörende Landshut verlegt. Da Landshut 1837 Bezirkshauptstadt von Niederbayern wurde, wurde das Appellationsgericht für Oberbayern (den früheren Isarkreis) 1839 als Appellationsgericht Freising in das oberbayerische Freising verlegt. 1856 wurden die Appellationsgerichte zur Berufungsinstanz für die Entscheidungen der neu geschaffenen Bezirksgerichte. 1862 kehrte das Appellationsgericht in der Folge von weiteren Gerichtsreformen als Appellationsgericht München in die bayerische Landeshauptstadt München zurück. 1879 wurde das Appellationsgericht München mit dem Inkrafttreten des Deutschen Gerichtsverfassungsgesetzes in das Oberlandesgericht München umgewandelt, das bis heute noch besteht.